# Francesco Alliata

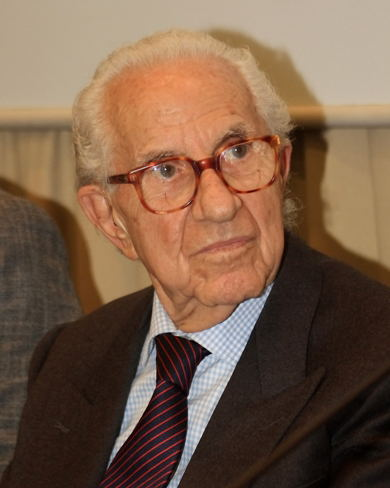
Francesco Alliata

Francesco Alliata (* 21. November 1919 in Palermo; † 1. Juli 2015 in Bagheria) war ein italienischer Filmproduzent, Dokumentarfilmregisseur und Unternehmer.

## Leben
Francesco Alliata war das Oberhaupt der Adelsfamilie Alliata, die zum Patriziat von Pisa gehörte und deren Stammreihe mit Philippo Alliata beginnt, der um 1300 nach Sizilien übersiedelte. Die Familie erhielt  am 12. Februar 1536 durch Kaiser Karl V. den Titel Baron di Villafranca (für Antonio Alliata (1494–1561)). Er war der 2. Sohn des Gabriele Alliata und 12. Principe di Villafranca und der der Familie zustehenden weiteren Adelstitel (1874–1927) und der Vittora San Martino Ramandetta (1890–?).
Er trug die historischen Titel XIV. Principe di Villafranca e del Sacro Romano Impero, Duca di Salaparuta, Principe di Valguarnera e di Montereale, di Ucria, Trecastagni, Buccheri, Castrorao e Saponara, Grande di Spagna di prima classe (Altezza Serenissima). Er war am Zweiten Weltkrieg als Kriegsberichterstatter beteiligt und fotografierte mit einer Arriflex die Geschehnisse an der italienischen Front. Nach Ende des Krieges drehte er mit Freunden einen ethno-anthropologischen Dokumentarfilm über die Äolischen Inseln. Hierzu wurden erstmals Unterwasseraufnahmen in großem Umfang verwendet. Cacciatori sottomarini wurde, auch durch die Musik von Renzo Rossellini, ein Erfolg bei den Filmfestspielen in Cannes. Die Produktionsgesellschaft Panaria Films finanzierte weitere Dokumentarfilme.
Alliata und sein Freund Fosco Maraini planten einen abendfüllenden Film über den Stromboli, der nicht zustande kam (aber von Roberto Rossellini ohne Beteiligung der Panaria realisiert wurde); stattdessen waren sie die Aufnahmen des Vulkans für den "Konkurrenzfilm" Volcano zuständig, neben der Produktion des Filmes. In den folgenden Jahren produzierte er weitere Filme. Für einen davon, Vacanze d'amore, drehte er erneut die dokumentarischen Teile.
Mitte des Jahrzehntes beendete Alliata seine Arbeit für die Filmindustrie und widmete sich der Produktion von Speiseeis. Er lebte in Bagheria auf Sizilien; sein vollständiger Name war Francesco Giuseppe Felice Immacolata Melchiorre Baldassarre Gaspare Dazio Signoretto Alliata, XIV Principe di Villafranca e del Sacro Romano Impero, Altezza Serenissima, Grande di Spagna di prima classe (seit 1978), Duca di Salaparuta, Principe di Valguarnera e di Montereale, di Ucria, Trecastagni, Buccheri, Castrorao e Saponara.

## Filmografie (Auswahl)
- 1952: Die goldene Karosse (La carrozza d‘oro)